# Кандоз
Кандо́з (каз. Қандөз) — село у складі Жанакорганського району Кизилординської області Казахстану. Адміністративний центр Кандозького сільського округу.
У радянські часи село називалось Туркестанський.
Населення — 1160 осіб (2021; 1149 у 2009, 1331 у 1999, 2366 у 1989).